# Léon Vanderstuyft

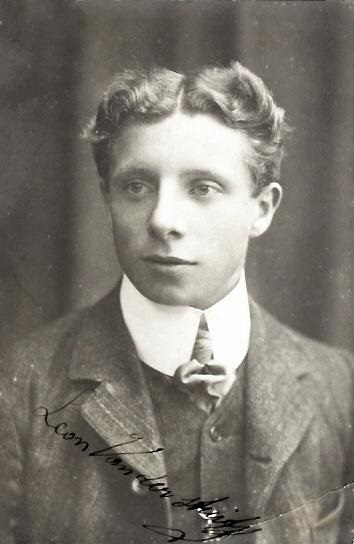
Léon Vanderstuyft (1910)

Mauricius Carolus Leo „Léon“ Vanderstuyft (* 5. Mai 1890 in Ieper; † 26. Februar 1964 in Paris) war ein belgischer Radrennfahrer und Weltmeister.
Léon Vanderstuyft entstammte einer Radsport-Familie. Schon sein Vater Fritz war 1899 Dritter der Belgischen Straßenmeisterschaften geworden; sein sieben Jahre älterer Bruder Arthur war ebenfalls erfolgreicher Radsportler.
1908 wurde Léon Vanderstuyft Dritter der Amateur-Steher bei den Bahn-Weltmeisterschaften in Leipzig-Lindenau. 1910 wurde er Vize-Weltmeister bei den Profis in Brüssel. 1922 wurde er schließlich in Paris Weltmeister. Während seiner Laufbahn gelang es ihm allerdings nicht ein einziges Mal, Belgischer Steher-Meister zu werden: Sechsmal wurde er Vizemeister hinter seinem Konkurrenten Victor Linart.
Besondere Bekanntheit erlangte Léon Vanderstuyft, als er am 29. September 1928 auf dem Autodrome von Montlhéry bei Paris mit 122,771 km/h einen neuen Stundenweltrekord hinter motorisiertem Schrittmacher auf einem gelben Opel-Rad, einem sogenannten ZR3, aufstellte. Dieser sensationelle Rekord sollte Jahrzehnte Bestand haben.
In späteren Jahren war Léon Vanderstuyft als Schrittmacher tätig. So führte er den Briten Joe Bunker bei den Bahn-Weltmeisterschaften 1954 auf der Radrennbahn im Stadion am Zoo in Wuppertal-Elberfeld auf den dritten Platz.

## Werke
- Léon Vanderstuyft/Andrè Ravaud: Sur Piste Demi-Fond, Paris 1929